# Барби: Тайна феи
«Барби: Тайна феи» (англ. Barbie: A Fairy Secret) — американский полнометражный анимационный фильм режиссёров Уильяма Лау и Терри Классена, вышедший на DVD 15 марта 2011 года. Слоган мультфильма: «Великодушие позволит вам летать!». Это третий фильм, в котором главную героиню Барби озвучивает Диана Каарина, а не Келли Шеридан.

## Сюжет
История начинается с подготовки Барби к знаменательному событию — премьере её последней кинокомедии. Топ-стилисты Кэрри и Тэйлор подбирают Барби платье и туфли, наносят косметику. Удовлетворенные результатом, девушки отправляются на премьеру.
Тем временем, суперзвезду Барби уже поджидает толпа фанатов, выкрикивающих имя киноактрисы, а также репортер Трейси Клингер, которой тоже не терпится взять у молодой звезды интервью. Пока Барби ещё в пути, Трейси задает вопросы приехавшим чуть раньше Кэрри и Тейлор насчет секрета их профессионального успеха. Однако Кэрри, разглядев в толпе фанатов Кристалл, их старую знакомую, радостно бросается к ней, увлекая за собой Тэйлор. Улучив момент, Ракель (партнёр Барби и её конкурент) дает Трейси интервью. Она только хотела ответить на первый вопрос, но к Красной дорожке подъехал лимузин Барби, из которого она выходит вместе со своим парнем — обворожительным футболистом Кеном. Все внимание репортёра и фанатов переключается на пару, и Ракель чувствует себя неловко. Она с завистью и злобой смотрит на свою конкурентку, замыслив недоброе. Пока Барби разговаривает с мисс Клингер, Ракель незаметно подбирается к суперзвезде сзади и, наступив на подол платья, рвёт его. Увидев это, Кэрри и Тейлор, ссылаясь на незавершенность работы над внешностью Барби, уводят её в сторону подальше от камер и людей. Барби в отчаянии, но топ-стилисты незаметно используют волшебство для починки платья, что приводит звезду в оцепенение. На радостях Барби предлагает Кэрри и Тейлор пообедать в ресторане «Уолли», на что те охотно соглашаются. Сияющая от радости киноактриса и подоспевший к ним троим Кен удаляются на премьеру. Стилисты довольны, что их секрет волшебства удалось сохранить. К девушкам подходит Кристалл и говорит, что ей надо продолжить делать снимки для принцессы Грациеллы и она не сможет посетить фильм вместе с Кэрри и Тейлор. Девушки прощаются, а Кристалл продолжает делать снимки, которые отражали бы тенденцию моды, в частности фотографии Барби, Кена и Ракель.
Действие переносится в Лоск Анджелес, где Кристалл показывает фотографии принцессе Грациелле. Она рассматривает фотографии довольно равнодушно, однако, как только принцесса отпила глоток вина из бокала, цвет её глаз сменился с синего на фиолетовый: Кристалл подмешала в вино любовное зелье. Не заметив ничего, Грациелла продолжает рассматривать фотографии, пока не видит снимок Кена — и тут же влюбляется в него, требуя немедленной свадьбы со звездой футбола. Кристалл говорит, что принцесса может уже считать его своим.
На следующий день Барби, Кен, Кэрри и Тейлор обедают в ресторане «Уолли» и обсуждают премьеру. К ним неожиданно подходит Ракель, и, отпустив едкое замечание в сторону Барби, удаляется. Несмотря на то, что Барби раньше не придавала значения издевкам Ракель, она решает постоять за себя. На улице Барби догоняет Ракель и пытается выяснить мотив её поступка на премьере. Кен и стилисты устремились за Барби в предвкушении шоу. Но внезапно появляется принцесса Грациелла со своими помощниками. Они уносят Кена в Лоск Анжделес через портал на глазах у девушек, и закрывают все порталы в город. Керри и Тейлор посвящают Барби и Ракель в Тайну феи, затем вчетвером отправляются в Париж к Лилиане Роксель через секретный портал в торговом центре. Лилиана вручает им антидот, прекращающий действие любовного зелья, и предоставляет им свой личный портал, единственный, который Грациелла не могла закрыть.
Тем временем, попав в Лоск Анджелес, Кен пытается доказать, что он не собирался жениться на Грациелле, но Зейн назначает Кену дуэль за право жениться на его возлюбленной.
Вернувшись в Лоск Анджелес, Кэрри и Тейлор приобретают крылья для Барби и Ракель и продвигаются к замку принцессы Грациеллы, преодолевая все препятствия на пути. В конце концов, им удается попасть в замок, где Кен сражается с Зейном. Барби вмешивается в дуэль, но принцесса Лоск Анджелеса заявляет, что Барби хочет украсть её жениха и, заточив четверых спасателей в сферы ярости, помещает в темницу. Затем она отменяет дуэль и готовится к свадьбе с Кеном.
В темнице Барби и Ракель выясняют, что причиной вызывающего поведения Ракель являлось лишь недоразумение. Девушки прощают друг друга, разрушив Сферу Ярости, к их величайшему удивлению. У них появляются настоящие крылья, и они устремляются в церемониальный зал, где проходила свадьба Грациеллы. Ввязавшись в борьбу с Грациеллой и её помощниками, Барби применяет антидот, снимая действие любовного зелья с Грациеллы. Принцесса просит прощения у своих спасителей. Назначив наказание Кристалл, Грациелла выходит замуж за Зейна, а затем отправляет Барби, Ракель и Кена обратно в мир людей.

## Персонажи
- Барби (англ. Barbie) — Главная героиня мультфильма. Барби — суперзвезда и подруга Кена, которого впоследствии спасает от принцессы Грациеллы.
- Кен (англ. Ken) — Звезда футбола и парень Барби. Весёлый, модный и находчивый — далеко не все черты Кена.
- Тэйлор (англ. Taylor) — Стилист Барби и лучшая подруга Кэрри. Черпает силы для волшебства из модной обуви: чем изумительнее её туфли, тем сильнее её способности.
- Кэрри (англ. Carrie) — Стилист Барби, жизнерадостная подруга Тэйлор. В любой ситуации найдет нужную вещь в сумочке, которую она носит через плечо. Однако часто достает из то, что надо только с третьей попытки. Её волшебный пояс также является источником силы.
- Грациелла (англ. Graciella) — Принцесса Лоск-Анджелеса. Грациелла — могущественная фея Страсти, чем сильнее её эмоции, тем могущественнее её магия. Способна создавать Сферы Ярости, невосприимчивые к физическому воздействию. Первоначально показана как девушка, которая привыкла не преодолевать препятствия, а сшибать их. Однако на самом деле она добрая и понимающая. Невольно оказываясь под действием любовного зелья, принцесса похищает Кена, чтобы выйти за него замуж. Согласно Руководству для фей, Кен больше никогда бы не смог покинуть Лоск-Анджелес, женившись на фее.
- Ракель (англ. Raquelle) — Конкурент Барби. После многих испытаний срабатывается с Барби и становится её подругой. До этого момента хочет обладать всем, что есть у Барби: популярность в школе и шоу-бизнесе, парень, лучшие стилисты.
- Лилиана Роксель (англ. Lilliana Roxelle) — Самая взрослая и мудрая фея в мире людей. Она помогает девушкам в спасении Кена. Впервые появилась в мультфильме Сказочная страна моды.
- Кристал (англ. Crystal) — Фея, подмешавшая принцессе Грациелле любовное зелье ради шанса сблизиться с Зейном. Не исключено, что Кристалл — фея фотографий, так как на премьере она появилась ради голографических снимков, которые она делает специальным фотоаппаратом.
- Зейн (англ. Zane) — Ревнивый парень Грациеллы. Впоследствии женится на своей возлюбленной. Чтобы отвоевать обратно свою даму, бросает вызов Кену, и только потом выясняется, что это было лишь недоразумение.